# Hélder Muianga
Hélder Carlos Muianga (Maputo, 28 de setembro de 1976), conhecido por Hélder Muianga ou Mano-Mano, é um ex-futebolista e treinador de futebol moçambicano que atuava como zagueiro.

## Carreira
Profissionalizou-se aos 17 anos, no Costa do Sol. Jogou 134 partidas e fez 7 gols pelos Canarinhos, e venceu o Campeonato Moçambicano de 1994, além de conquistar 2 vezes a Taça de Moçambique.
Foi na vizinha África do Sul que Mano-Mano atuou na maior parte de sua carreira, atuando em 4 clubes do país - Manning Rangers, Black Leopards, Dynamos e Jomo Cosmos, além de uma curtas passagens por Desportivo de Maputo e Budapest Honvéd (única agremiação não-africana que defendeu). Foi no Jomo Cosmos que o zagueiro se aposentou em 2007, com apenas 31 anos de idade, porém continuou como auxiliar-técnico de Jomo Sono (presidente e treinador do clube).
Ele ainda foi auxiliar e treinador interino da Seleção Moçambicana entre 2013 e 2015, além de ser presidente do Racing de Maputo por 2 anos, voltando a trabalhar como auxiliar no Ferroviário da Beira, em 2018.

## Seleção Moçambicana
Com a camisa da Seleção Moçambicana, Mano-Mano atuou em 30 partidas entre 1997 e 2004, não tendo feito nenhum gol.

## Títulos
Costa do Sol
- Campeonato Moçambicano: 1 (1994)
- Taça de Moçambique: 2 (1995 e 1997)

## Links
- Estatísticas de Mano-Mano - National-Football-Teams.com (em inglês)